# Добрава при Шкоцјану
Добрава при Шкоцјану (словен. Dobrava pri Škocjanu) је насељено место у општина Шкоцјан, регија Југоисточна Словенија, Словенија.

## Историја
До територијалне реорганизације у Словенији била је у саставу старе општине Ново Место.

## Становништво
У попису становништва из 2011. године, Добрава при Шкоцјану је имала 197 становника.
| Број становника према пописима | Број становника према пописима | Број становника према пописима |
| ------------------------------ | ------------------------------ | ------------------------------ |
| 1991                           | 2002                           | 2011                           |
| 199                            | 191                            | 197                            |

Напомена: До 1953. исказивано под именом Добрава. Године 1999. извршена је мања размена територије између насеља Добрава при Шкоцјану и Добрушка Вас.